# Marleen
Marleen ist ein weiblicher Vorname.

## Herkunft und Bedeutung
→ Hauptartikel: Marlene
Beim Namen Marleen handelt es sich um eine niederländische und englische Variante des Vornamens Marlene.

## Verbreitung
In den USA war der Name Marleen nie besonders beliebt. Mitte der 1930er bis Mitte der 1950er Jahre wurde er gelegentlich vergeben, heute kommt er kaum vor.
In den Niederlanden ist der Name dagegen sehr geläufig. Vor allem in den 1980er Jahren erfreute er sich großer Beliebtheit. Heute wird er nur noch selten vergeben.
In Deutschland wird Marleen seit den 1970er Jahren regelmäßig vergeben und nimmt seitdem an Beliebtheit zu. Im Jahr 2021 belegte Marleen Rang 151 der Hitliste. Etwa 74 % davon tragen den Namen in der Schreibweise Marleen, ca. 26 % der Eltern wählen die eingedeutschte Variante Marlen.

## Varianten
In Deutschland existiert neben Marleen die Schreibweise Marlen.
Für weitere Varianten: siehe Marlene#Varianten

## Namensträgerinnen

### Marleen
- Marleen Barth (* 1964), niederländische Politikerin
- Marleen von den Broek (* 1971), niederländische Popsängerin und Moderatorin, bekannt unter ihrem Künstlernamen Marlayne
- Marleen Gorris (* 1948), niederländische Drehbuchautorin und Filmregisseurin
- Marleen van Iersel (* 1988), niederländische Beachvolleyball- und Volleyballspielerin
- Marleen Kadenbach (* 1997), deutsche Handballspielerin
- Marleen Lohse (* 1984), deutsche Schauspielerin
- Marleen Mülla (* 2001), estnische Leichtathletin
- Marleen Quentin (* 2005), deutsche Filmschauspielerin und Kinderdarstellerin
- Marleen Renders (* 1968), belgische Langstreckenläuferin
- Marleen Temmerman (* 1953), belgische Gynäkologin und Politikerin
- Marleen Valien (* 1995), deutsche Drehbuchautorin und Regisseurin
- Marleen Veldhuis (* 1979), niederländische Schwimmerin
- Marleen Wissink (* 1969), niederländische Fußballtorhüterin

### Marlen
- Marlen Billii (* 1980), österreichische Sängerin, Songwriterin, Produzentin, Verlegerin, Label-Inhaberin und Designerin
- Marlen Diekhoff (* 1938), deutsche Schauspielerin
- Marlen Esparza (* 1989), US-amerikanische Boxerin
- Marlen Haushofer (1920–1970), österreichische Schriftstellerin
- Marlen Hobrack (* 1986), deutsche Literaturkritikerin und Schriftstellerin
- Marlen Krause (* 1967), deutsche Hörspielsprecherin
- Marlen Kruse (* 1990), deutsche Schauspielerin
- Marlen Liebau (* 1951), deutsche bildende Künstlerin
- Marlen Pelny (* 1981), deutsche Autorin und Musikerin
- Marlen Reusser (* 1991), Schweizer Radsportlerin
- Marlen Schachinger (* 1970), österreichische Autorin und Literaturwissenschaftlerin
- Marlen Ulonska (* 1978), deutsche Schauspielerin